# Chasmosaurus
Chasmosaurus (/ˌkæzm[invalid input: 'ɵ']ˈsɔːrəs/ KAZ-mo-SAWR-əs) là một chi khủng long thuộc họ Ceratopsidae sống vào thời kỳ Creta muộn tại nơi ngày nay là Bắc Mỹ. Tên của nó có nghĩa là 'thằn lằn hở', xuất phát từ những lỗ lớn trên diềm của nó (tiếng Hy Lạp chasma có nghĩa là 'hở' hay 'rỗng' và sauros nghĩa là 'thằn lằn'). Với chiều dài 4,3–4,8 mét (14–16 ft) và cân nặng chừng 1,5–2 tấn (1,7–2,2 tấn Mỹ), Chasmosaurus là một chi ceratopsia cỡ trung bình.